# Robert Dunlop

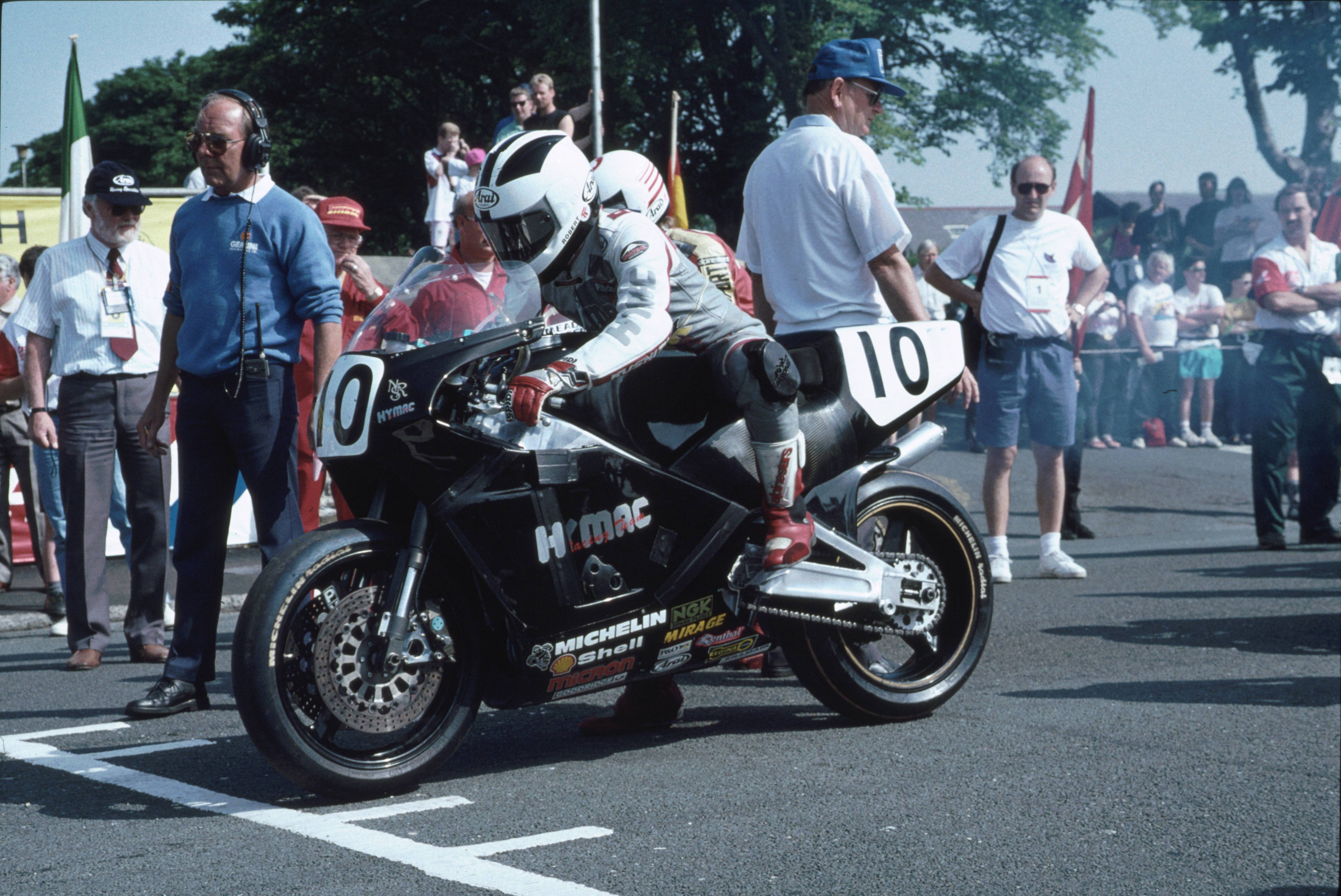
Robert Dunlop 1992 bei der Senior TT

Robert Dunlop (* 25. November 1960 in Ballymoney, Nordirland; † 15. Mai 2008 in Coleraine, Nordirland) war ein britischer Motorradrennfahrer.
Dunlop war einer der erfolgreichsten Motorradrennfahrer Nordirlands und startete hauptsächlich bei den zahlreichen gefährlichen Straßenrennen seiner britischen Heimat. In seiner Karriere gelangen ihm fünf Siege und insgesamt 14 Podiumsplatzierungen bei der Tourist Trophy sowie 15 Siege beim North West 200.
Robert Dunlop war der Bruder des 26-fachen TT-Siegers und fünffachen Formula-TT-Weltmeisters Joey Dunlop, der 2000 in Estland tödlich verunglückte. Sein Sohn William verunglückte am 7. Juli 2018 ebenfalls tödlich beim Straßenrennen Skerries 100. Sohn Michael ist als Motorradrennfahrer aktiv.

## Karriere
Robert Dunlop bestritt 1979 sein erstes Motorrad-Straßenrennen, in den folgenden Jahren startete er regelmäßig bei den zahlreichen seiner nordirischen Heimat und war dabei sehr erfolgreich. 1989 gewann er auf einer 500-cm³-Honda den Macau Grand Prix und bezwang dabei Phillip McCallen und Steve Hislop, die beide auf 750-cm³-Maschinen unterwegs waren. Im selben Jahr feierte er in der 125-cm³-Klasse seinen ersten Sieg bei der Tourist Trophy auf der Isle of Man.

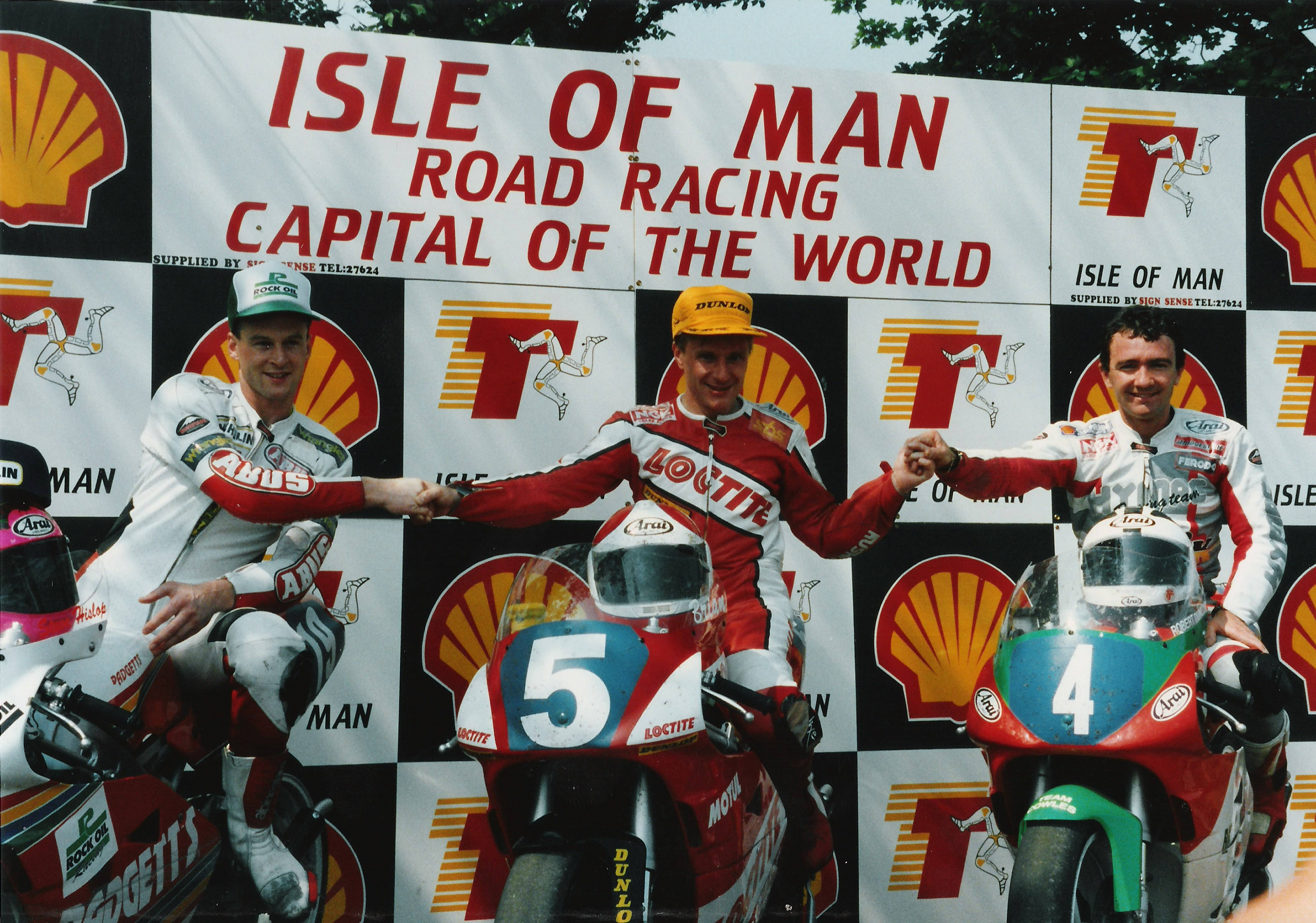
Dunlop (rechts) zusammen mit Steve Hislop (links) und Brian Reid, 1992

Ab 1990 startete Robert Dunlop für Norton auf der Wankelmotor-Maschine RCW588 und errang im ersten Jahr den dritten Rang in der F1-Klasse bei der Tourist Trophy. Den TT-Sieg des Vorjahres in der 125er-Klasse konnte er wiederholen. 1991 siegte Dunlop sowohl in der 125er- als auch in der 250er-Klasse beim schwersten Motorradrennen der Welt.
1994 hatte Dunlop beim F1-Rennen der TT einen schweren Unfall, bei dem er sich zahlreiche Verletzungen zuzog und den er nur mit viel Glück überlebte. Trotz einiger bleibender Schäden – unter anderem musste ein Bein wegen zahlreicher Knochenbrüche verkürzt werden – ging Robert Dunlop ab 1996 wieder bei Motorradrennen an den Start, beschränkte sich fortan aber auf die 125-cm³-Klasse. 1998 siegte Dunlop in der Ultra-Lightweight-Klasse der Tourist Trophy.
Im Jahr 2004 beendete Robert Dunlop vorerst seine Karriere. Nachdem sein verletztes Bein wieder operativ verlängert worden war, kehrte er in der Saison 2005 jedoch zurück. 2006 feierte er seinen 15. Sieg beim nordirischen North-West-200-Rennen.

### Tödlicher Unfall
Am 15. Mai 2008 verunglückte Robert Dunlop im Qualifikationstraining der 250-cm³-Klasse zu den North West 200. Seine Honda hatte bei ca. 160 mph einen Kolbenklemmer, durch den der Nordire vom Motorrad geschleudert wurde. Der nachfolgende Fahrer Darren Burns konnte nicht mehr ausweichen und überrollte ihn. Dunlop wurde ins Causeway Hospital nach Coleraine gebracht, wo er kurz nach 22 Uhr an seinen schweren Brustverletzungen verstarb.
Zwei Tage später gewann Dunlops Sohn Michael das 250-cm³-Rennen der NW200 und widmete den Sieg seinem verstorbenen Vater, der am folgenden Tag auf dem Friedhof der Garryduff Presbyterian Church bei Ballymoney, neben seinem Bruder Joey, beigesetzt wurde.

## Verweise

### Filmografie
- 2014: Road TT – Sucht nach Geschwindigkeit (Road), (Dokumentarfilm)